# Ma'án
Ma'án (arabsky معان) je město v Jordánsku v guvernorátu Ma'án, 218 km jihovýchodně od hlavního města Ammánu. Je to hlavní město guvernorátu Ma'án a leží uprostřed pouště. Ma'án byl založen Minejci (Ma'ín), což byl kmen původem z Jemenu, ve 4.–2. století př. n. l. Město bylo založeno na obchodní stezce z Arábie do Sýrie a osídleno minejskými obchodníky a kupci. Později ho ovládaly křesťanské kmeny – vazalové byzantské říše, pak bylo dobyto muslimy, stalo se součástí Osmanské říše a nakonec Transjordánska. V roce 1998 tu vypukl protest proti americké intervenci v Iráku, který přerostl v povstání a musely ho řešit jordánské speciální síly, byl při tom zabit jeden demonstrant a 25 dalších zraněno. Do města později přicestoval i král Husajn I., který se setkal s místními kmenovými a armádními vůdci, aby situaci uklidnil.